# Der große Bellheim
Pour plus de détails, voir Fiche technique et Distribution.
Der große Bellheim est un téléfilm allemand en quatre parties réalisé par Dieter Wedel à partir de 1992 et diffusé sur ZDF en 1993.

## Distribution
- Mario Adorf : Peter Bellheim
- Heinz Schubert : Dr. Erich Fink
- Will Quadflieg : Herbert Sachs
- Hans Korte : Max Reuther
- Manfred Zapatka : Richard Maiers
- Heinz Hoenig : Karl-Heinz Rottmann
- Leslie Malton : Gudrun Lange
- Krystyna Janda : Maria Bellheim
- Brigitte Karner : Nina Bellheim
- Eva Maria Bauer : Olga Fink
- Annemarie Düringer : Gertrud Maiers, Richards Mutter
- Alexander Radszun : Klaus Berger
- Renan Demirkan : Andrea Wegener
- Erika Skrotzki : Carla Lose
- Ingrid Steeger : Mona Stengel
- Dominique Horwitz : Charly Wiesner
- Thomas Huber (de) : Christian Rasche
- Marcello Tusco : Konsul Tötter
- Heinz Rennhack (de) : Unternehmensberater Schimmel
- Wolfgang Wahl : Dr. Urban
- Hans-Jörg Assmann : Dr. Müller-Mendt
- Fritz Lichtenhahn : Nägeli, Schweizer Bankier
- Ursula Hinrichs : Emma, Haushälterin

## Réception
Le Fischer Film Almanach (de) constate que le réalisateur Dieter Wedel « a présenté une production européenne de prestige avec Der Großen Bellheim qui, non seulement répond aux normes internationales, mais peut également être considérée comme définissant le niveau ».
Le Lexikon des internationalen Films écrit que Der Großen Bellheim a été mis en scène d'une manière digne et a offert à ses quatre acteurs principaux "gris" (ergrauten) l'opportunité de démontrer leurs talents d'acteur. Le film propose un « divertissement à toute épreuve », même si les nombreuses intrigues secondaires « ramifient un peu trop l'intrigue ». Le message de base du film est salué, à savoir que « la performance compétitive peut encore être atteinte dans la vieillesse ».
Der Spiegel fait l'éloge du fait que le film ne montre pas la vieillesse : « Comme quatre mousquetaires a. D. sans cheval ni épée, oscillant entre le doute de soi et l'autodérision, luttant contre le mal à l'extérieur et la résignation à l'intérieur, voilà ce que... Dieter Wedel... est aussi excitant que touchant ».

## Récompenses et distinctions
- 1993 : Prix de la télévision bavaroise pour Leslie Malton et Dieter Wedel
- 1993 : Telestar pour Mario Adorf et Leslie Malton
- 1994 : Caméra d'Or
- 1994 : Prix Adolf Grimme en or pour Dieter Wedel, Mario Adorf, Hans Korte, Heinz Schubert et Will Quadflieg

- (en) Der große Bellheim: Awards, sur l'Internet Movie Database